# Карољ Шандор
Карољ Шандор (мађ. Sándor Károly Csikar; Сегедин, 26. новембар 1928 — Будимпешта, 10. септембар 2014) је био мађарски интернационални фудбалер који је за репрезентацију Мађарске одиграо 75 утакмица између 1949. и 1964. године и постигао 27 голова. Шандор је такође учествовао на светским првенствима 1958. и 1962. године.  Шандор, који је играо на позицији десног крила, играо је клупски фудбал за МТК.
Током владавине Златног тима, Будаи му је био ривал за позицију десног крила. Савезни селектор Густав Шебеш је фаворизовао крилног играча Хонведа, који се добро слагао са тада незаменљивим центарфором Кочишом. Тако је Шандору измакло олимпијско злато из 1952. године, није играо на мечу века, био је само замена, а није ни био именован за Светско првенство 1954. иако је путовао са тимом. По сопственом признању, надимак је добио по томе што није било лопте коју није покушао да добије и стисне. Према другима, међутим, Карчи-Карчи, који је викао током захтева саиграча за лоптом, претворио се у Чикара.

## Каријера

### МТК
Фудбал је почео да игра у Кинижи Мораварошу у свом родном Сегедину. Године 1947. потписао је за будимпештански МТК, коме је остао веран током целе каријере. (Плаво-бели клуб је три пута мењао име између 1949. и 1956. године: Текстил, Бп. Баштја и Бп. Вереш Лобого). Био је троструки шампион са тимом, а 1950-их МТК и Хонвед су били два најбоља тима тог времена. Шандор јр каријеру завршио 1964. године, када је МТК изгубио од португалског Спортинга у другом мечу финала КЕК-а. Постигао је 182 гола у укупно 379 лигашких утакмица. Између 1955. и 1964. године за репрезентацију је наступио на 21 међународна сусрета и постигао 11 голова.

### Репрезентација
Између 1949. и 1964. године наступио је у репрезентацији 75 пута и постигао 27 голова. Почетком педесетих био је углавном резервиста. Био је капитен репрезентације од 1962. године, наследивши траку од Грошича. Учествовао је на Светском првенству 1958. у Шведској и 1962. у Чилеу. У потоњем су елиминисани у првих осам против коначног финалисте Чехословачке, тако да је тим завршио на 5. месту. У последњој години каријере учествовао је у квалификацијама за Европско првенство (у то време: Европски куп нација), али није играо на фајнал-фору у Шпанији.

## Остварења

### Клуб
МТК
- НБ I:  
  - шампион: 1951., 1953., 1957/58.
- Куп Мађарске у фудбалу:  
  - победник: 2014/15., 2015/16., 2016/17.
- Средњоевропски куп:  
  - победник: 1955, 1963
- Куп победника купова у фудбалу
  - финалиста: 1963/64.

### Репрезентација
- Био је 75 пута репрезентативац (клупски рекорд МТК) и постигао 27 голова
- Капитен репрезентације из 1962. године
- Светско првенство: 1958. (10. место), 1962. (5. место)